# Peter Schwimmbeck
Peter Schwimmbeck (* 14. September 1941 in Füssen, Deutsches Reich) ist ein ehemaliger deutscher Eishockeyspieler. Er war mit dem EV Füssen mehrfach Deutscher Meister und spielte von 1962 bis 1966 und 1969/70 in der deutschen Nationalmannschaft.

## Karriere
Peter Schwimmbeck wurde als Jugendlicher Mitglied des EV Füssen, der in den 1950er bis 1970er Jahren im deutschen Eishockeysport eine führende Rolle spielte. Wegen seiner Leistungen kam er bald in die erste Mannschaft seines Vereins, für die er in der Eishockey-Bundesliga spielte und mit der er insgesamt acht Mal die deutsche Eishockeymeisterschaft gewann. Zum ersten Mal gelang ihm dies 1961. Es folgten weitere deutsche Meisterschaften des EV Füssen unter seiner Mitwirkung in den Jahren 1963, 1964, 1965, 1968, 1969, 1971 und 1973. Außerdem gewann der EV Füssen mit ihm den Spengler Cup 1964.
Aus Anlass der zehnten deutschen Meisterschaft des EV Füssen im Jahr 1963 erhielten die Spieler, die diese Meisterschaft errungen hatten, am 10. März 1963 von Bundespräsident Heinrich Lübke das Silberne Lorbeerblatt.
1973 wechselte Schwimmbeck für zwei Spielzeiten zum EC Peiting, der in der neu eingeführten zweigeteilten Eishockey-Oberliga spielte. Nach einer letzten Bundesliga-Saison (1975/76) für den EV Füssen beendete Schwimmbeck seine Karriere.

### International
Für die deutsche Eishockeynationalmannschaft bestritt Schwimmbeck insgesamt 35 Länderspiele. Er nahm unter anderem an den Olympischen Winterspielen 1964 in Innsbruck teil, bei denen die deutsche Mannschaft den siebten Platz belegte. Des Weiteren stand Schwimmbeck im Aufgebot Deutschlands bei der  B-Weltmeisterschaft 1965, bei der das Nationalteam den dritten Platz erreichte.

## Karrierestatistik

### International
(Legende zur Spielerstatistik: Sp oder GP = absolvierte Spiele; T oder G = erzielte Tore; V oder A = erzielte Assists; Pkt oder Pts = erzielte Scorerpunkte; SM oder PIM = erhaltene Strafminuten; +/− = Plus/Minus-Bilanz; PP = erzielte Überzahltore; SH = erzielte Unterzahltore; GW = erzielte Siegtore; 1 Play-downs/Relegation; Kursiv: Statistik nicht vollständig)